# Signer (film)
Pour plus de détails, voir Fiche technique et Distribution.
Signer est un film documentaire français écrit et réalisé par Nurith Aviv, sorti en 2018.

## Synopsis
La réalisatrice Nurith Aviv aborde la culture sourde peu connue, celle de nombreuses  langues des signes, chacune étant diverse et ayant sa propre grammaire, sa propre syntaxe, complexe, riche…

(Nombreux details et making of, gais, profonds et tres 'vivants' dans un long entretien (60') avec Marie Richeux réalisé pour France Culture).

## Fiche technique
- Titre original : Signer
- Réalisation et scénario : Nurith Aviv
- Photographie : Nurith Aviv et Talia (Tulik) Gallon
- Son : Michael Goorevich
- Montage : Nurith Aviv et Rym Bouhedda
- Production : Annie Dekel-Ohayon, Serge Lalou et Farid Rezkallah ; Ami Livne et Itai Tamir (producteurs étrangers)
- Sociétés de production : 24images, Les Films d'Ici, KTO TV ; Laila Films (production étrangère)
- Société de distribution : 24images
- Pays d’origine :  France, Israël
- Langue originale : français, langue des signes israélienne, langue des signes de Kfar Qasem, ...
- Format : couleur
- Genre : documentaire
- Durée : 60 minutes
- Dates de sortie :
  - France : 17 janvier 2018 (Festival Premiers Plans d'Angers)[2] ; 7 mars 2018 (sortie nationale)

## Distribution
- Wendy Sandler, professeur du laboratoire de recherche de langue des signes à l’université de Haïfa en Israël
- Irit Meir, professeur du laboratoire de recherche de langue des signes à l’université de Haïfa
- Menashe et Simi Ohanun Kibboutz Afek, ainsi que leurs enfants
- Gal Naor, interprète allemand en langue des signes israélienne
- Aviva Cohen Holon, grand-mère sourde de Gal Naor
- Meyad Sarsour-Ndaye, sourde originaire de Kafr Qasim, de nationalité 'palestinienne', compagne de Daniel Ndaye
- Daniel Ndaye, sourd allemand, mari de Meyad Sarsour-Ndaye

## Accueil
Sortie
Le moyen métrage est présenté en avant-première le 17 janvier 2018 au Festival Premiers Plans d'Angers, avant sa sortie nationale prévue le 7 mars 2018 au Trois Luxembourg dans le 6e arrondissement de Paris ainsi que d’autres salles limitées. Les premières semaines, selon la pratique habituelle de l'auteure, les projections sont accompagnées de nombreuses 'rencontres' avec autres auteurs, avec des personnalités proches du film...).

## Sélection
- Festival Premiers Plans d'Angers 2018 : sélection « Avant-premières »[2]

### Internet
- Dossier de presse Signer